# Kalifornijsko državno sveučilište
Kalifornijsko državno sveučilište (eng. California State University) je lanac javnih sveučilišta u američkoj saveznoj državi Kaliforniji.
Sastoji se od sljedećih institucija:
- California Maritime Academy, (Vallejo)
- California Polytechnic State University, San Luis Obispo, (San Luis Obispo)
- Kalifornijsko državno politehničko sveučilište u Pomoni, (Pomona)
- Kalifornijsko državno sveučilište u Bakersfieldu, (Bakersfield)
- California State University, Channel Islands, (Camarillo)
- Kalifornijsko državno sveučilište u Chicu, (Chico)
- California State University, Dominguez Hills, (Carson)
- California State University, East Bay, (Hayward)
- California State University, Fresno, (Fresno)
- California State University, Fullerton, (Fullerton)
- California State University, Long Beach, (Long Beach)
- California State University, Los Angeles, (Los Angeles)
- California State University, Monterey Bay, (Seaside)
- California State University, Northridge, (Northridge)
- Kalifornijsko državno sveučilište u Sacramentu, (Sacramento)
- Kalifornijsko državno sveučilište u San Bernardinu, (San Bernardino)
- California State University, San Marcos, (San Marcos)
- California State University, Stanislaus, (Turlock)
- Humboldt State University, (Arcata)
- San Diego State University, (San Diego)
- Državno sveučilište u San Franciscu, San Francisco
- San Jose State University, (San Jose)
- Sonoma State University, (Rohnert Park)

## Vanjske epoveznice
- Cal State